# Коваснаи, Дьёрдь
Дьёрдь Коваснаи (венг. Kovásznai György; 15 мая 1934, Будапешт — 28 июня 1983, там же) — венгерский художник и режиссёр анимационных фильмов.

## Биография
Родился 15 мая 1934 года в Будапеште.
Учился в Будапештском колледже изящных искусств, но бросил учебу в 1954 году, после чего некоторое время работал шахтёром, стремясь получить непосредственный опыт общения с рабочим классом. Спустя два года был повторно принят в Будапештский колледж изящных искусств, но был отчислен оттуда.
С 1958 по 1974 год работал редактором и обозревателем Nagyvilág, значимого венгерского художественного и литературного журнала, в котором публиковал некоторые из своих критических статей и картин. За время работы в журнале познакомился со многими писателями и литературными критиками. Тогда же проводил полулегальные художественные собрания в доме одного из своих друзей, куда собиралось от 50 до 200 человек. 
В 1961 году устроился на киностудию Паннония, где работал изначально как сценарист, а затем стал режиссёром. За свою карьеру на студии снял 26 короткометражных фильмов, мини-сериал и полнометражный музыкальный анимационный фильм «Пенная ванна». Однако его анимационные фильмы демонстрировались в кинотеатрах лишь в течение коротких периодов времени, либо же не транслировались. 
Также ряд его картин никогда не выставлялись на публичный показ. Чаще всего, причиной был конфликт художника с властями Венгерской Народной Республики, несмотря на то, что он придерживался идей марксизма. Так, в 1968 году он написал ряд картин на тему Пражской весны и вторжения советских войск в Прагу, а в 1974 году снял фильм «Память о лете 74-го», в котором аллегорически описывалось данное событие.
В 1980 году перенёс тяжелую форму лейкемии, но отказался лечиться и сбежал из больницы ради своей последней монументальной серии картин и написания эссе по теории искусства. 
Скончался в 1983 году во время подготовки своего второго полнометражного анимационного фильма — «Кандид», французско-венгерского совместного производства.
Дьёрдь Коваснаи не только писал картины, но и оставил после себя значительное творческое наследие как писатель, в том числе автобиографические, философские сочинения и драмы.

## Фильмография

### Короткометражные фильмы
- Monológ (1963)
- Gitáros fiú a régi képtárban (1964)
- Átváltozások (1964)
- Tükörképek (1965)
- Mesék a művészet világából (1965)
- A fény öröme (1965)
- A Napló (1966)
- A gondolat (1966)
- Reggeltől estig (1967)
- Hamlet (1967)
- Ballada (1968)
- Egy festő naplója (1968)
- Várakozni jó (1969)
- Glória Mundi (Bélai Istvánnal) (1969)
- Házasodik a tücsök (1969)
- Hullámhosszok (1970)
- Fény és árnyék (1970)
- Város a szememen át (1971)
- Rügyfakadás No. 3369 (1971)
- Kalendárium (1972)
- Körúti Esték (1972)
- Ça Ira (1973)
- A 74-es nyár emléke (1974)
- Ez volt a divat, tévésorozat (1976)
- Riportré (1982)

### Полнометражный фильм
- Habfürdő (1979)